# 고후쿠지

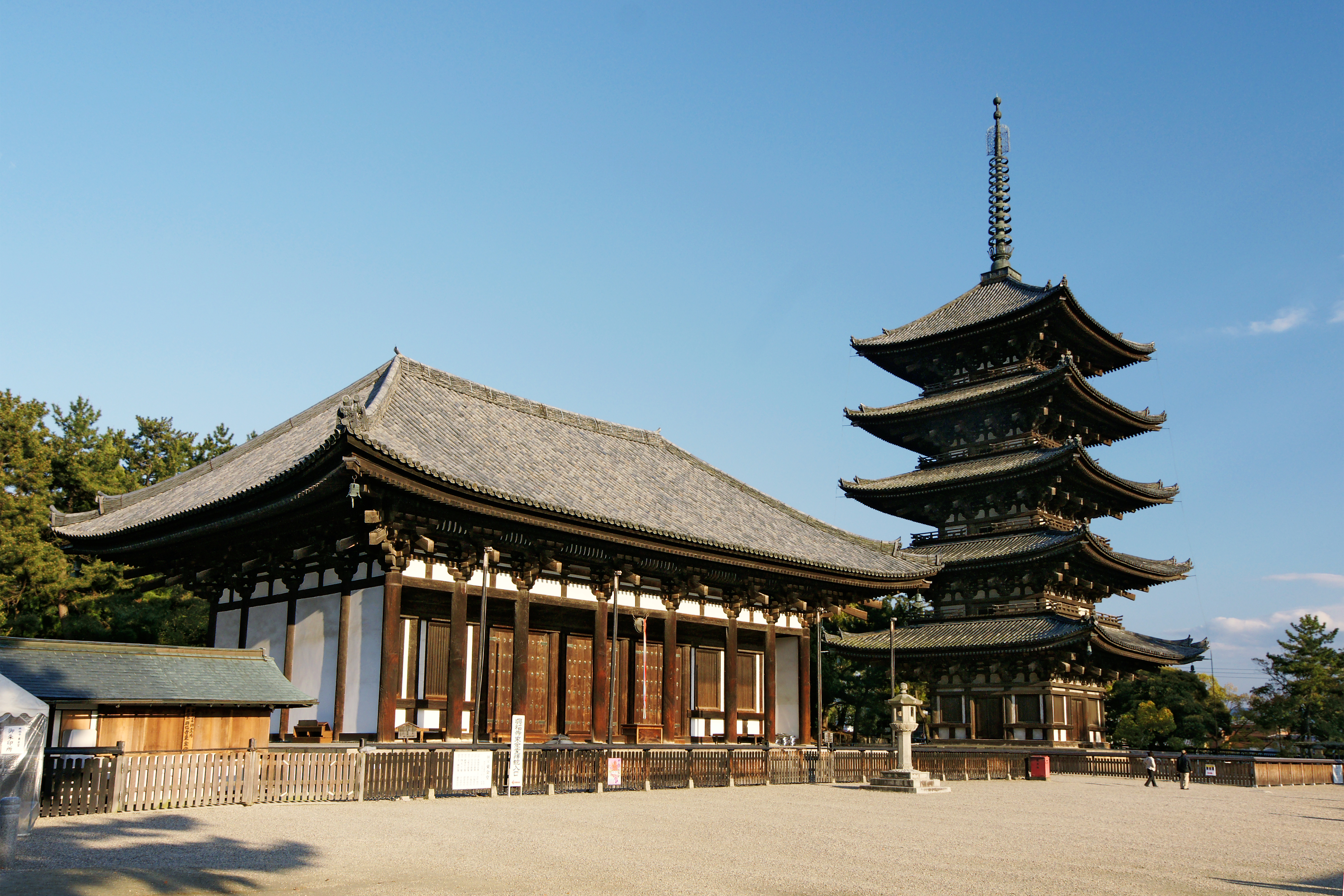
동금당과 오층탑

고후쿠지(興福寺, 흥복사)는 일본 나라현 나라시에 있는 불교 사원이다. 절은 일본 법상종의 대본산이다.

## 역사
고후쿠지의 기원은 669년에 후지와라노 가마타리가 그의 아내 가가미노 오키미(鏡大君)의 병환의 회복을 기원하며 절을 세운데서 비롯된다. 원래 부지는 야마시로국 야마시나(오늘날의 교토시)였다. 672년에 절은 일본 최초의 계획적으로 건설된 수도인 후지와라쿄로 이전하였다가 710년에 새롭게 건설된 수도인 헤이조쿄(오늘날의 나라시)의 동쪽의 현재의 위치로 이전하였다.
고후쿠지는 후지와라씨가 후견인인 사원으로 후지와라 씨가 권력을 잡는 동안 번창하였다. 절은 불교의 중심지일 뿐만 아니라 어떤 경우에는 황실을 넘어서는 영향력을 갖고 있었다. 수도를 헤이안쿄로 이전한 후에 도다이지와 같은 남도 7대사는 쇠퇴하였으나 고후쿠지는 후지와라 씨와의 관계 덕분에 영향력을 유지하였다. 절은 여러 번 내전과 화재로 파괴되었다가 여러 번 재건되었다. 그러나 세 개의 금당 중 두 개와 남대문, 중문은 오늘날에도 아직 재건되지 못했다.

## 건축과 보물
고후쿠지는 나라 시의 가스가타이샤를 포함한 몇몇 사원들, 헤이조 궁 유적, 기타 장소들을 포함해 고도 나라의 문화재라는 이름으로 유네스코 세계유산에 지정되어있다.
절의 건물과 보물의 일부는 다음과 같다.

### 건축

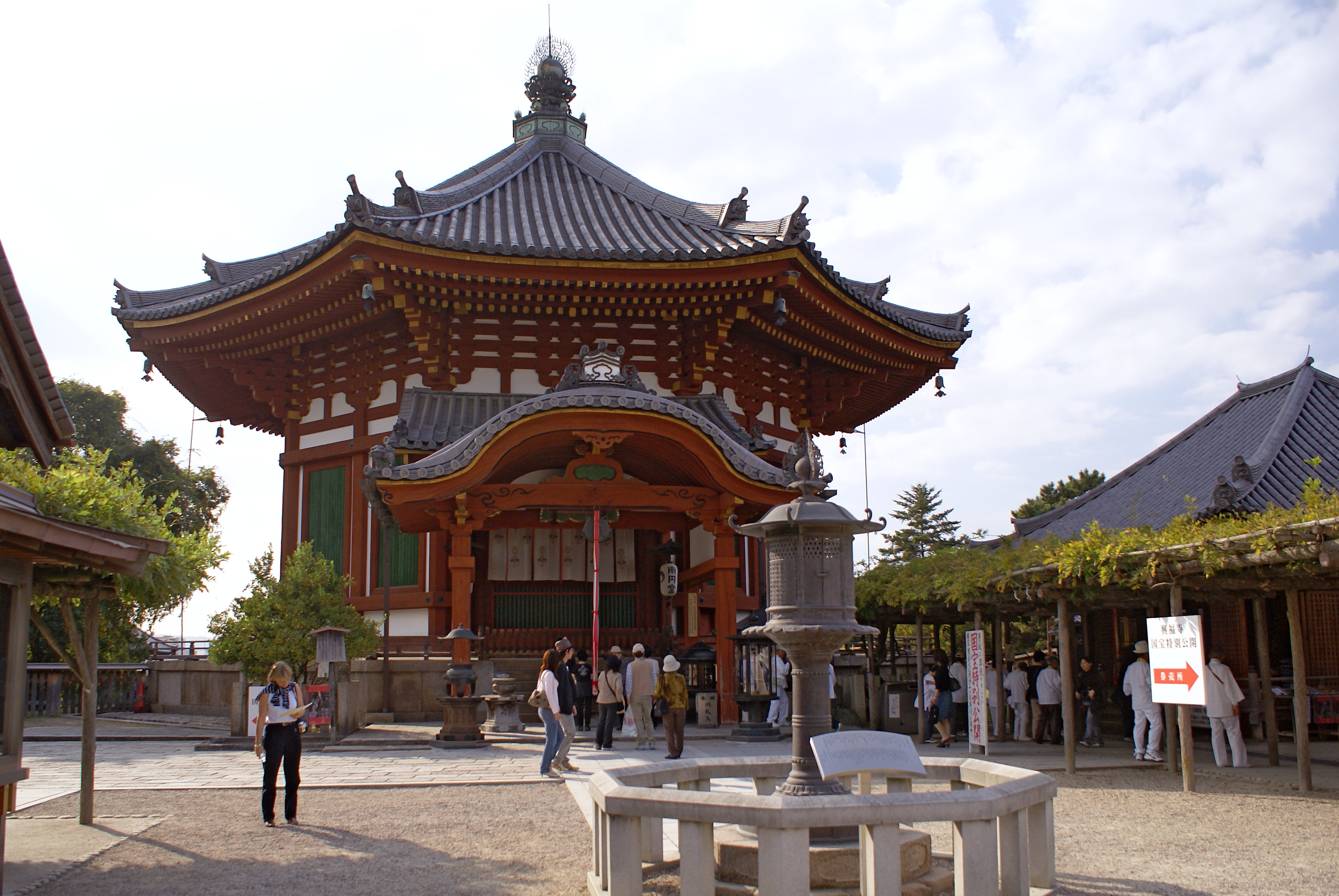
남엔당

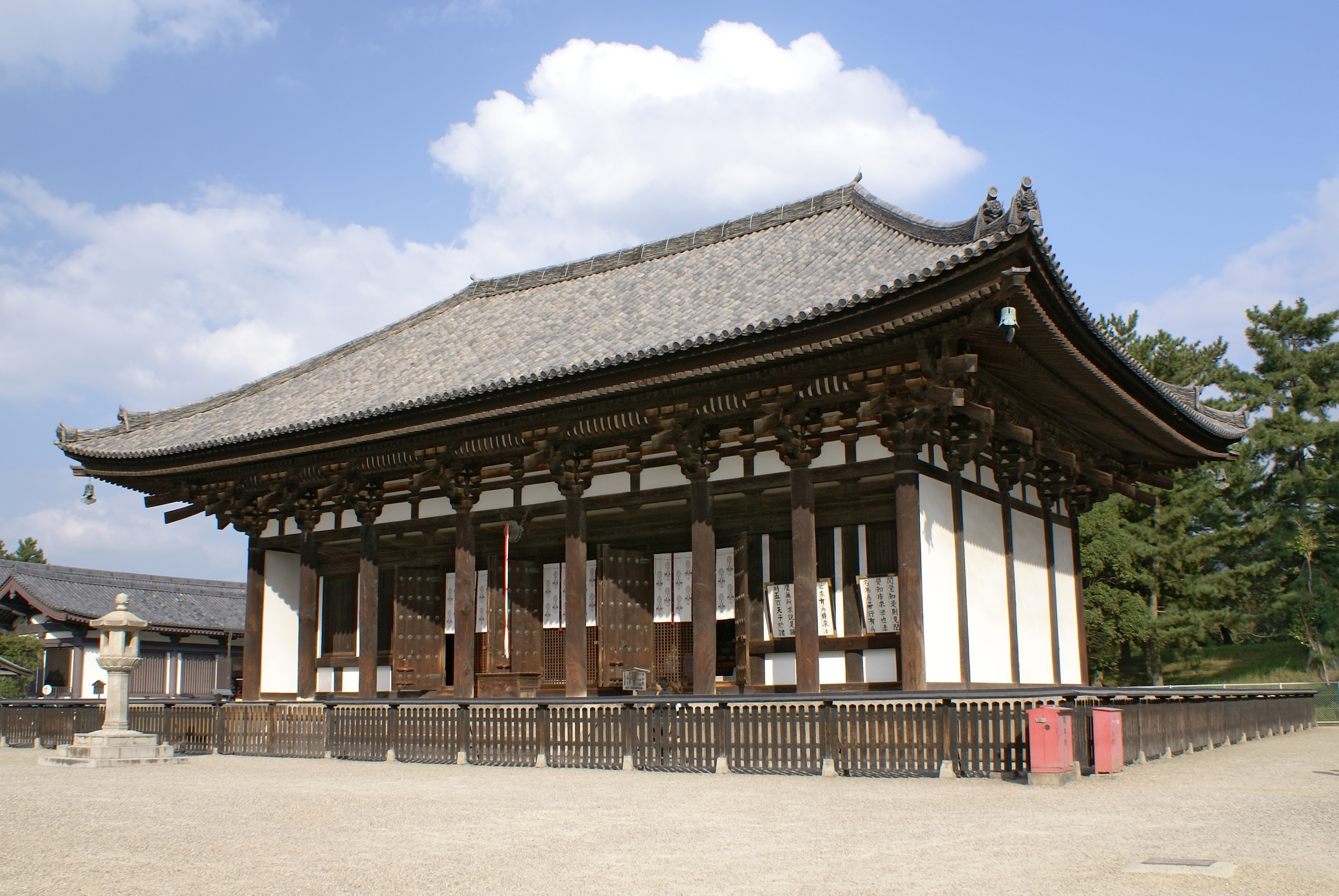
동금당

- 동금당(東金堂) - 원래 세 개의 금당 중 유일하게 남아있는 것이다. (국보)
- 오층탑(五重塔) (국보)
- 삼층탑(三重塔) {국보)
- 북엔당(北円堂) (국보)
- 남엔당(南円堂) (중요 문화재)

### 보물
- 건칠팔부중립상(乾漆八部衆立像) (국보)
- 건칠십대제자립상(乾漆十大弟子立像) {국보)
- 동조불두(銅造仏頭) (국보)
- 목조금강력사립상(木造金剛力士立像) {국보)

## 갤러리

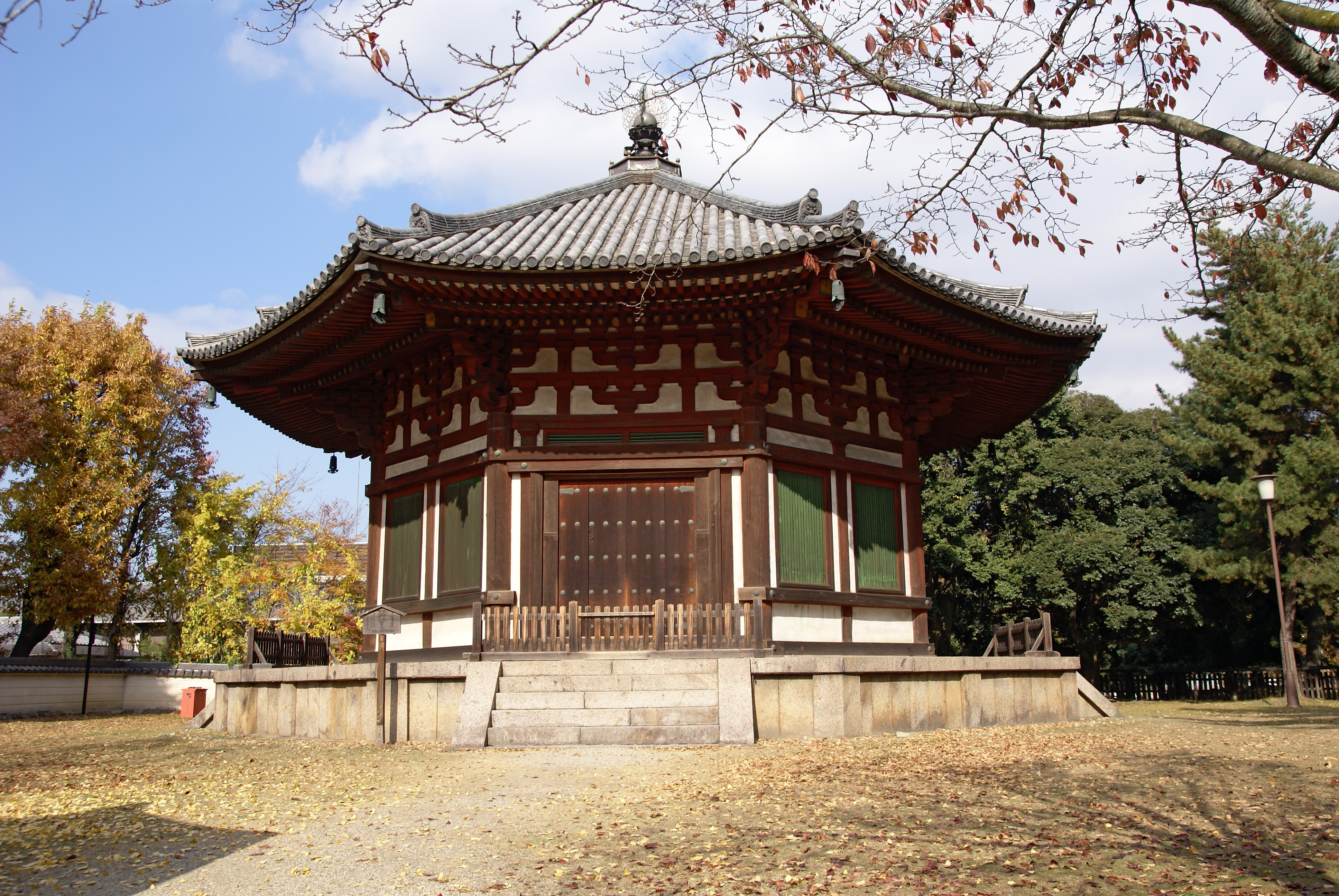
북엔당
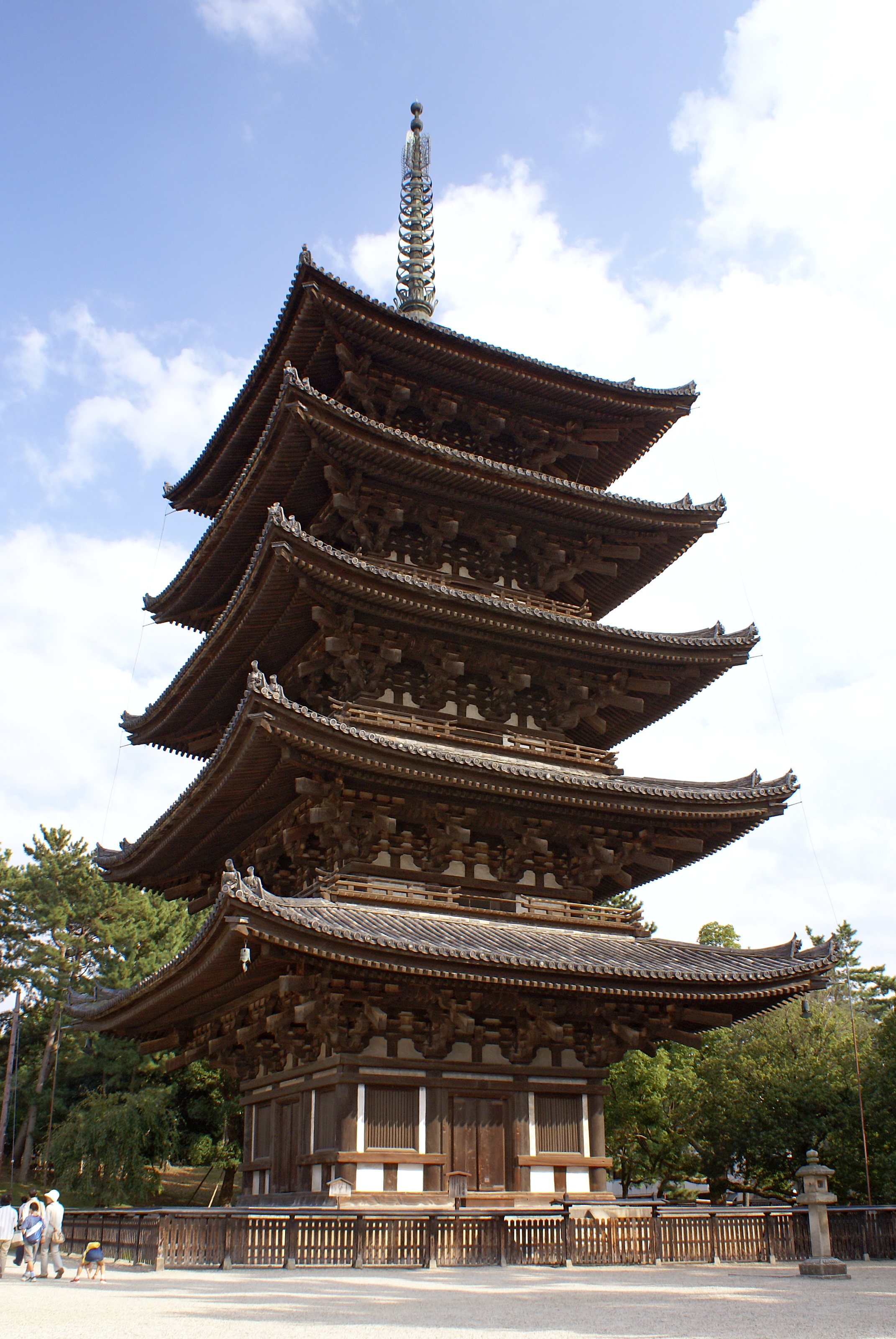
오층탑
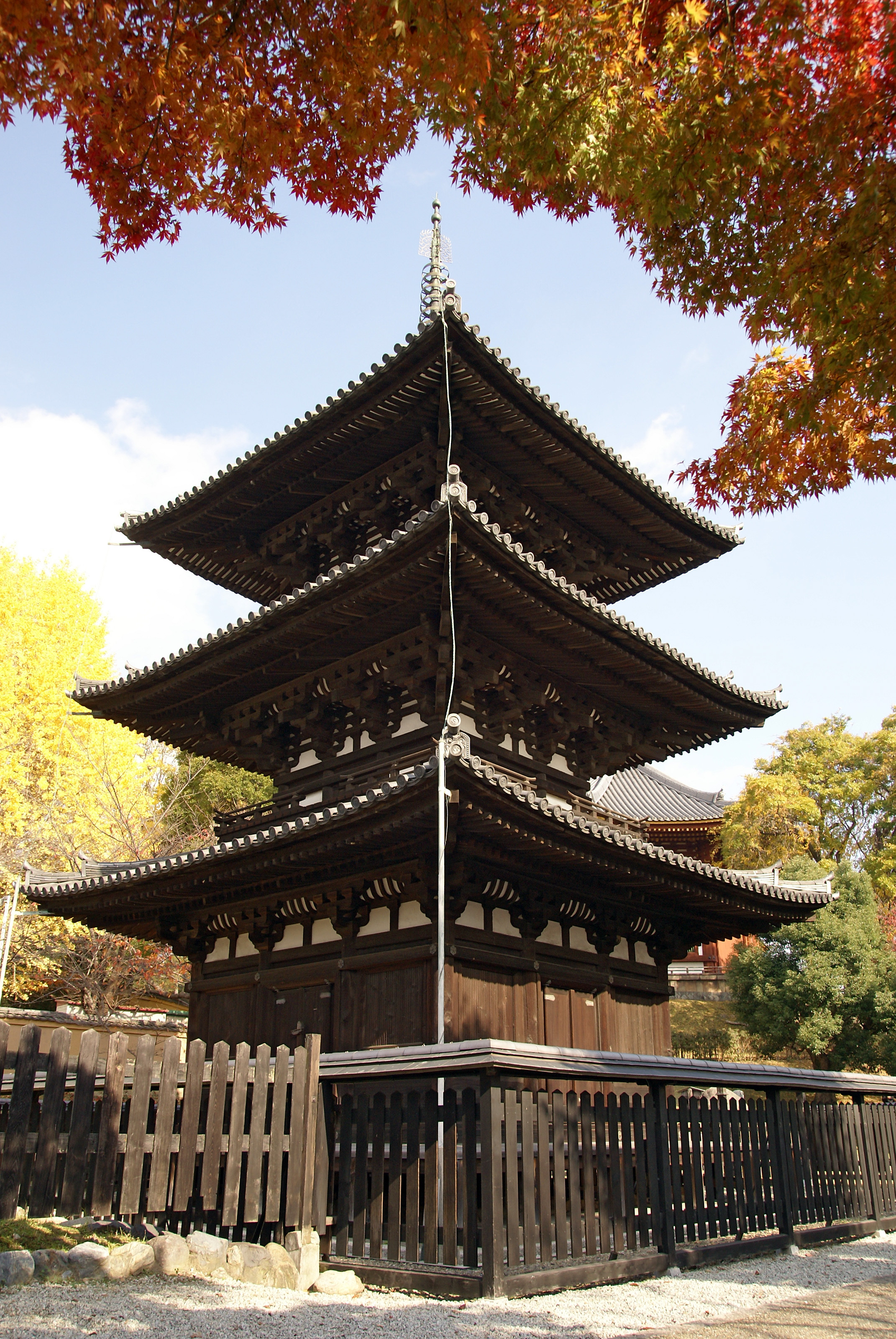
삼층탑